# Zweden op de Olympische Winterspelen 1960
Tijdens de Olympische Winterspelen van 1960, die in Squaw Valley (Verenigde Staten) werden gehouden, nam Zweden voor de achtste keer deel.

## Medailleoverzicht
| Sport      | Olympiër                                        | Discipline           | Medaille |
| ---------- | ----------------------------------------------- | -------------------- | -------- |
| Biatlon    | Klas Lestander                                  | 20 km (m)            | Goud     |
| Langlaufen | Sixten Jernberg                                 | 30 km (m)            | Goud     |
| Langlaufen | Irma Johansson Britt Strandberg Sonja Ruthström | 3x5 km estafette (v) | Goud     |
| Langlaufen | Sixten Jernberg                                 | 15 km (m)            | Zilver   |
| Langlaufen | Rolf Rämgård                                    | 30 km (m)            | Zilver   |
| Langlaufen | Rolf Rämgård                                    | 50 km (m)            | Brons    |
| Schaatsen  | Kjell Bäckman                                   | 10.000 m (m)         | Brons    |

## Deelnemers en resultaten

### Biatlon
| Olympiër       | Discipline | Resultaat | Prestatie                               |
| -------------- | ---------- | --------- | --------------------------------------- |
| Klas Lestander | 20 km (m)  | Goud      | 1:33.21,6 pen.: 0 (0-0-0-0)             |
| Tage Lundin    | 20 km (m)  | 12e       | 1:45.56,3 (+12.34,7) pen.: 6 (0-2-3-1)  |
| Sven Agge      | 20 km (m)  | 16e       | 1:48.21,7 (+15.00,1) pen.: 9 (3-3-3-0)  |
| Adolf Wiklund  | 20 km (m)  | 19e       | 1:54.07,8 (+20.46,2) pen.: 12 (2-3-3-4) |

### Langlaufen
| Olympiër                                                     | Discipline            | Resultaat | Prestatie                                                   |
| ------------------------------------------------------------ | --------------------- | --------- | ----------------------------------------------------------- |
| Allan Andersson                                              | 30 km (m)             | 13e       | 1:57.09,9 (+6.06,0)                                         |
| Sixten Jernberg                                              | 15 km (m)             | Zilver    | 51.58,6 (+0.03,1)                                           |
| Sixten Jernberg                                              | 30 km (m)             | Goud      | 1:51.03,9                                                   |
| Sixten Jernberg                                              | 50 km (m)             | 5e        | 3:05.18,0 (+6.11,7)                                         |
| Lennart Larsson                                              | 30 km (m)             | 5e        | 1:53.53,2 (+2.49,3)                                         |
| Lennart Larsson                                              | 50 km (m)             | 4e        | 3:03.27,9 (+4.21,6)                                         |
| Per-Erik Larsson                                             | 15 km (m)             | 17e       | 53.36,6 (+1.41,1)                                           |
| Rolf Rämgård                                                 | 15 km (m)             | 8e        | 52.47,3 (+0.51,8)                                           |
| Rolf Rämgård                                                 | 30 km (m)             | Zilver    | 1:51.16,9 (+0.13,0)                                         |
| Rolf Rämgård                                                 | 50 km (m)             | Brons     | 3:02.46,7 (+3.40,4)                                         |
| Assar Rönnlund                                               | 50 km (m)             | 12e       | 3:09.46,6 (+10.40,3)                                        |
| Janne Stefansson                                             | 15 km (m)             | 7e        | 52.41,0 (+0.45,5)                                           |
| Lars Olsson Janne Stefansson Lennart Larsson Sixten Jernberg | 4x10 km estafette (m) | 4e        | 2:21.31,8 (+2.46,2) (34.56,0 / 37.44,0 / 34.44,0 / 34.07,8) |
|                                                              |                       |           |                                                             |
| Irma Johansson                                               | 10 km (v)             | 5e        | 40.35,5 (+0.48,9)                                           |
| Barbro Martinsson                                            | 10 km (v)             | 7e        | 41.06,2 (+1.19,6)                                           |
| Sonja Ruthström                                              | 10 km (v)             | 8e        | 41.08,3 (+1.21,7)                                           |
| Britt Strandberg                                             | 10 km (v)             | 10e       | 42.06,8 (+2.20,2)                                           |
| Irma Johansson Britt Strandberg Sonja Ruthström              | 3x5 km estafette (v)  | Goud      | 1:04.21,4 (21.31,0 / 21.45,0 / 21.05,4)                     |

### Noordse combinatie
| Olympiër       | Discipline | Resultaat | Prestatie                                   |
| -------------- | ---------- | --------- | ------------------------------------------- |
| Lars Dahlqvist | mannen     | 8e        | 436,532 punten schans: 201,5 15 km: 235,032 |
| Bengt Eriksson | mannen     | 10e       | 433,710 punten schans: 213,0 15 km: 220,710 |

### Schaatsen
| Olympiër            | Discipline   | Resultaat | Prestatie       |
| ------------------- | ------------ | --------- | --------------- |
| Kjell Bäckman       | 5000 m (m)   | 12e       | 8.16,0 (+24,7)  |
| Kjell Bäckman       | 10.000 m (m) | Brons     | 16.14,2 (+27,6) |
| Per-Olof Brogren    | 500 m (m)    | 26e       | 42,7 (+2,5)     |
| Per-Olof Brogren    | 1500 m (m)   | 5e        | 2.13,1 (+2,7)   |
| Olle Dahlberg       | 500 m (m)    | 30e       | 43,1 (+2,9)     |
| Olle Dahlberg       | 1500 m (m)   | 18e       | 2.18,3 (+7,9)   |
| Olle Dahlberg       | 5000 m (m)   | 13e       | 8.17,0 (+25,7)  |
| Olle Dahlberg       | 10.000 m (m) | 7e        | 16.34,6 (+48,0) |
| Bo Karenus          | 1500 m (m)   | 28e       | 2.21,1 (+10,7)  |
| Ivar Nilsson        | 5000 m (m)   | 7e        | 8.09,1 (+17,8)  |
| Ivar Nilsson        | 10.000 m (m) | 4e        | 16.26,0 (+39,4) |
| Gunnar Sjölin       | 500 m (m)    | 33e       | 43,4 (+3,2)     |
| Gunnar Sjölin       | 1500 m (m)   | 15e       | 2.16,5 (+6,1)   |
| Hans Wilhelmsson    | 500 m (m)    | 4e        | 40,5 (+0,3)     |
|                     |              |           |                 |
| Elsa Einarsson      | 500 m (v)    | dnf       | opgave          |
| Elsa Einarsson      | 1000 m (v)   | 12e       | 1.38,0 (+3,9)   |
| Elsa Einarsson      | 1500 m (v)   | 9e        | 2.32,9 (+7,7)   |
| Elsa Einarsson      | 3000 m (v)   | 11e       | 5.32,2 (+17,9)  |
| Christina Scherling | 500 m (v)    | 15e       | 48,7 (+2,8)     |
| Christina Scherling | 1000 m (v)   | 11e       | 1.37,5 (+3,4)   |
| Christina Scherling | 1500 m (v)   | 7e        | 2.31,5 (+6,3)   |
| Christina Scherling | 3000 m (v)   | 5e        | 5.25,5 (+11,2)  |

### Schansspringen
| Olympiër        | Discipline | Resultaat | Prestatie                  |
| --------------- | ---------- | --------- | -------------------------- |
| Rolf Strandberg | mannen     | 18e       | 204,8 punten (86,5+81,0 m) |
| Bengt Eriksson  | mannen     | 19e       | 202,0 punten (83,5+78,0 m) |
| Inge Lindqvist  | mannen     | 29e       | 190,1 punten (79,5+79,0 m) |
| Kjell Sjöberg   | mannen     | 45e       | 127,9 punten (78,5+46,0 m) |

### IJshockey
| Olympiër | Discipline | Resultaat | Prestatie |
| --- | ---------- | --------- | --- |
| Bengt Lindqvist Kjell Svensson Gert Blomé Bert-Ola Nordlander Roland Stoltz Hans Svedberg Anders Andersson Sigurd Bröms Einar Granath Lars-Eric Lundvall Nils Nilsson Ronald Pettersson Ulf Sterner Sven Tumba Johansson Sune Wretling Carl-Göran Öberg Lars Björn | mannen     | 5e        | voorronde groep A: 2 - 5 Zweden - Canada 19 - 0 Zweden - Japan finaleronde: 3 - 6 Zweden - Verenigde Staten 2 - 2 Zweden - Sovjet-Unie 1 - 3 Zweden - Tsjecho-Slowakije 5 - 6 Zweden - Canada 8 - 2 Zweden - Duits eenheidsteam |

Argentinië · Australië · Bulgarije · Canada · Chili · Denemarken · Duits eenheidsteam · Finland · Frankrijk · Groot-Brittannië · Hongarije · IJsland · Italië · Japan · Libanon · Liechtenstein · Nederland · Nieuw-Zeeland · Noorwegen · Oostenrijk · Polen · Sovjet-Unie · Spanje · Tsjecho-Slowakije · Turkije · Verenigde Staten · Zuid-Afrika · Zuid-Korea · Zweden · Zwitserland